# Gaetano Abela
Gaetano Abela (* 24. Januar 1778 in Syrakus; † 30. Dezember 1826 in Castellammare del Golfo) war ein führendes Mitglied des Geheimbundes der Carbonari und kämpfte für die Unabhängigkeit Siziliens. Er war der Vater des Komponisten Placido Abela.

## Leben
Gaetano Abela war der Sohn von Giuseppe Abela, dem 6. Baron von Camelio, und seiner Frau Concetta aus der Adelsfamilie La Torre. 1795 trat er als Freiwilliger in das dritte Bataillon ein, das in Girgenti stationiert war. 1798 begab er sich nach Malta und wurde dort zum Ritter geschlagen. Nach der Eroberung Maltas durch Napoleon trat er in die französische Armee ein. In Calais trat er den Freimaurern bei. Bei der militärischen Eroberung Neapels zeichnete er sich aus und erreichte den Rang eines Colonels der Kürassiere. 1812 trat er aus der napoleonischen Armee aus. Er versuchte in die Dienste Joachim Murats zu gelangen. In dieser Zeit schloss er sich den Carbonari an.
1814 heiratete er in Neapel. Seine Frau verstarb kurz nach der Geburt seines Sohnes, den er Joseph Hilarion nannte. Er ließ den kleinen Joseph bei seinen Schwiegereltern zurück. 1817 ging Gaetano Abela wieder nach Sizilien. Am 21. Dezember 1818 wurde er zusammen mit seinem Bruder verhaftet, nachdem sie denunziert worden waren. Zunächst wurden sie im Kastell von Syrakus inhaftiert. Im März 1819 wurde Gaetano ins Castel Sant’Elmo, Neapel überstellt. Im Verlauf der Revolution vom Juli 1820 wurde er befreit und kehrte wieder nach Sizilien zurück. In Palermo beteiligte er sich an Aktionen für die Unabhängigkeit Siziliens. Mit der Unterzeichnung der Kapitulation von Termini Imerese vom 22. September 1820 arrangierte sich der Adel mit der Rückkehr der Bourbonen. Abela schloss sich diesem Richtungswechsel nicht an. Er wurde am 28. Oktober 1820 wieder verhaftet. Nach Gefängnisaufenthalten in Palermo und Messina, mehreren Ausbruchsversuchen und einem lange dauernden Prozess wurde er zum Tode verurteilt und am 30. Dezember 1826 in Castellamare del Golfo exekutiert.
Sein Sohn Joseph Hilarion trat in den Benediktinerorden ein und erhielt den Namen Placido.